# Friderik Avgust I. Saški
Friderik Avgust I. Saški, saški kralj (1805-1827), saški volilni knez (1763-1806, kot Friderik Avgust III.) in vojvoda vojvodine Varšave (1807-1813, kot Friderik Avgust I.), * 23. december 1750, Dresden, † 5. maj 1827, Dresden.
1. 1 2  Encyclopædia Britannica
2. 1 2  Lundy D. R. The Peerage
3. 1 2  Record #119165198 // Gemeinsame Normdatei — 2012—2016.